# Semicingolato Fiat 727
Semicingolato Fiat 727 – włoski pojazd półgąsienicowy z okresu II wojny światowej opracowany w 1943 w zakładach Fiata. "727" ważył ok. 3 ton, jego prędkość maksymalna wynosiła 53 km/h. Produkcja seryjna miała rozpocząć się w 1944, powstał jednak tylko jeden prototyp.